# OsCommerce
osCommerce ist ein Open-Source-Onlineshop-System. Es kann kostenlos aus dem Internet heruntergeladen werden und ist mit der GNU General Public License (GNU GPL) lizenziert.

## Entwicklung
Das Shopsystem wurde ab März 2000 zunächst als Studie unter dem Namen The Exchange Project vom in Deutschland lebenden Programmierer Harald Ponce de Leon entwickelt. Im Dezember 2001 wurde es in osCommerce umbenannt. 
Das Projekt wurde 2021 von der britischen Holbi Group übernommen und gleichzeitig Version 4 von osCommerce angekündigt.
Die finale Version von osCommerce v4 ist im Juli 2022 erschienen. Auch die aktuelle Version ist als Open Source öffentlich frei verfügbar. Plugins, Sprachpakete usw. für die alte Version 2.3 sind weiterhin unter old.oscommerce.com verfügbar.

## Verbreitung
Beim englischsprachigen Onlineforum des osCommerce-Projekts waren im Dezember 2006 über 120.000 individuelle Benutzer registriert. Anfang 2009 sind es bereits über 200.000 registrierte Benutzer.
Die Verbreitung lässt sich bei Freier Software kaum messen, denn im Gegensatz zu kommerziellen Systemen fehlt der Lizenzkauf als Nachweis. 

## Eigenschaften
Wesentliches Merkmal von osCommerce ist die weitgehend freie Gestaltungsmöglichkeit in Design und Funktionen und die Möglichkeit, eines oder mehrere von über 3000 Modulen (Zusatzprogrammen) in einen osCommerce-Shop zu implementieren.
Das Shopsystem ist in der serverseitigen Open-Source-Skriptsprache PHP geschrieben, als Datenbanksystem wird MySQL eingesetzt. Dadurch ist es Shop-Betreibern möglich, bei ausreichenden Kenntnissen selbst Änderungen und Anpassungen vorzunehmen.
OsCommerce sowie alle davon abgeleiteten Systeme bauen auf einer prozeduralen Codebasis auf. Es gibt keine Pluginverwaltung. Plugins werden durch Inkludieren des Plugincodes in den Code des Systems installiert. Dies setzt voraus, das sich Konfiguratoren mit PHP auskennen.
Das System ist generisch gewachsen und besitzt eine unbestimmte Architektur. Auch gibt es keine richtige Modularisierung des Codes, Layering oder Namespaces. OsCommerce brachte ursprünglich keine Template Engine mit, diese wurde jedoch bei vielen von osCommerce abgeleiteten Systeme nachträglich integriert, um den Programmcode von der Darstellung zu trennen.
Die Administration und Konfiguration von osCommerce-Shops ist webbasiert.

## Kommerzielle Ableger und Varianten
In der rund zwanzigjährigen Geschichte vom The Exchange Project bis zur letzten Version auf Basis von osCommerce v2 gab es zahlreiche Klons und Abspaltungen, beispielsweise Version 3 von xtCommerce oder das noch aktuelle Open-Source-Projekt Phoenix Cart.

## Kritik
Am 15. August 2011 gab das Bundesamt für Sicherheit in der Informationstechnik eine Warnung vor massenhaft kompromittierten Online-Shops auf Basis veralteter Versionen vor 2.3 von osCommerce heraus.